# Pop-Punk
Pop-Punk bezeichnet eine populäre, aber weniger harte Spielart des Punkrock mit Elementen der Popmusik. Bekannt wurde das Genre Mitte der 1990er-Jahre durch den Erfolg der Bands Green Day und The Offspring.

## Begriff
Die genaue Definition für Pop-Punk ist umstritten. In diesem Artikel wird die Mitte der 90er Jahre populär gewordene Spielweise des Punks mit Elementen der Popmusik behandelt. Die Bezeichnung wird aber auch abwertend für die gesellschaftstaugliche und kommerziell erfolgreiche Variante der Punkmusik gebraucht, die dieser zwar musikalisch ähnlich ist, von vielen Punks aber wegen ihrer eher „spaßbetonten“, kommerziellen Ausrichtung und gelegentlich politischen Unambitioniertheit im Allgemeinen nicht als authentisch akzeptiert wird. Außerdem benutzt man den Begriff auch im Zusammenhang mit älteren Punk-Bands wie den Ramones, The Jam und The Undertones. Zudem wird auch die in den USA und Europa kommerzielle Ausrichtung des Melodic Hardcores als Pop-Punk bezeichnet.

## Geschichte

### Vorreiter

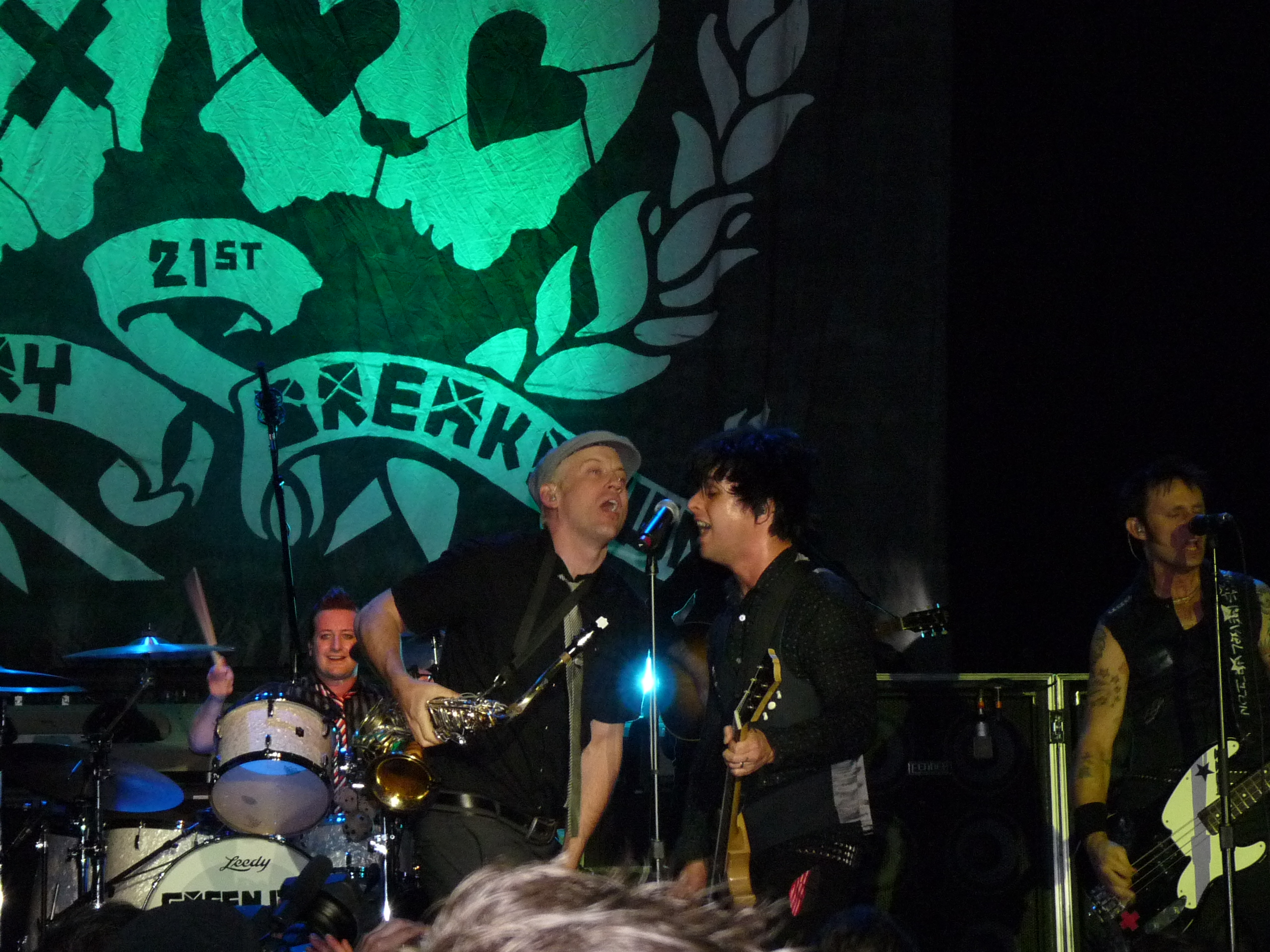
Pioniere des Genres: Green Day

Zu den wichtigsten Vorreitern des Pop-Punk zählen Punk-Bands der 1980er und frühen 1990er Jahre, die eine zunehmend melodische und Pop-orientierte Variante des Punkrock spielten, insbesondere Bad Religion, NOFX und No Use For A Name.

### 1994–1998: Anfänge
Die erste große Welle von Pop-Punk-Bands begann Mitte der 1990er Jahre in Kalifornien. Diese wurde vor allem von der Band Green Day, die 1994 ihr Album Dookie herausbrachte, sowie The Offspring, die im selben Jahr Smash veröffentlichte, angeführt. Beide Alben gehören heute zu den erfolgreichsten und wichtigsten Alben des Genres. Weezer wird häufig als eine der Pionierbands des Pop-Punk genannt, wobei sie jedoch oft auch dem Alternative Rock oder Power Pop zugerechnet werden. The Offspring veröffentlichte nach Smash kein weiteres Album, das sich so gut verkaufte. Mit ihrem 1998 erschienenen Album Americana konnte die Gruppe jedoch fast an diesen Erfolg herankommen. Green Day veröffentlichte 1995 Insomniac, das einen düstereren Sound als das melodischere Vorgängeralbum Dookie hat, und weniger erfolgreich war. Auch ihre nächsten beiden Alben Nimrod (1997) und Warning (2000) waren nicht so erfolgreich wie Dookie.

### 1999 – 2004: Zweiter Boom

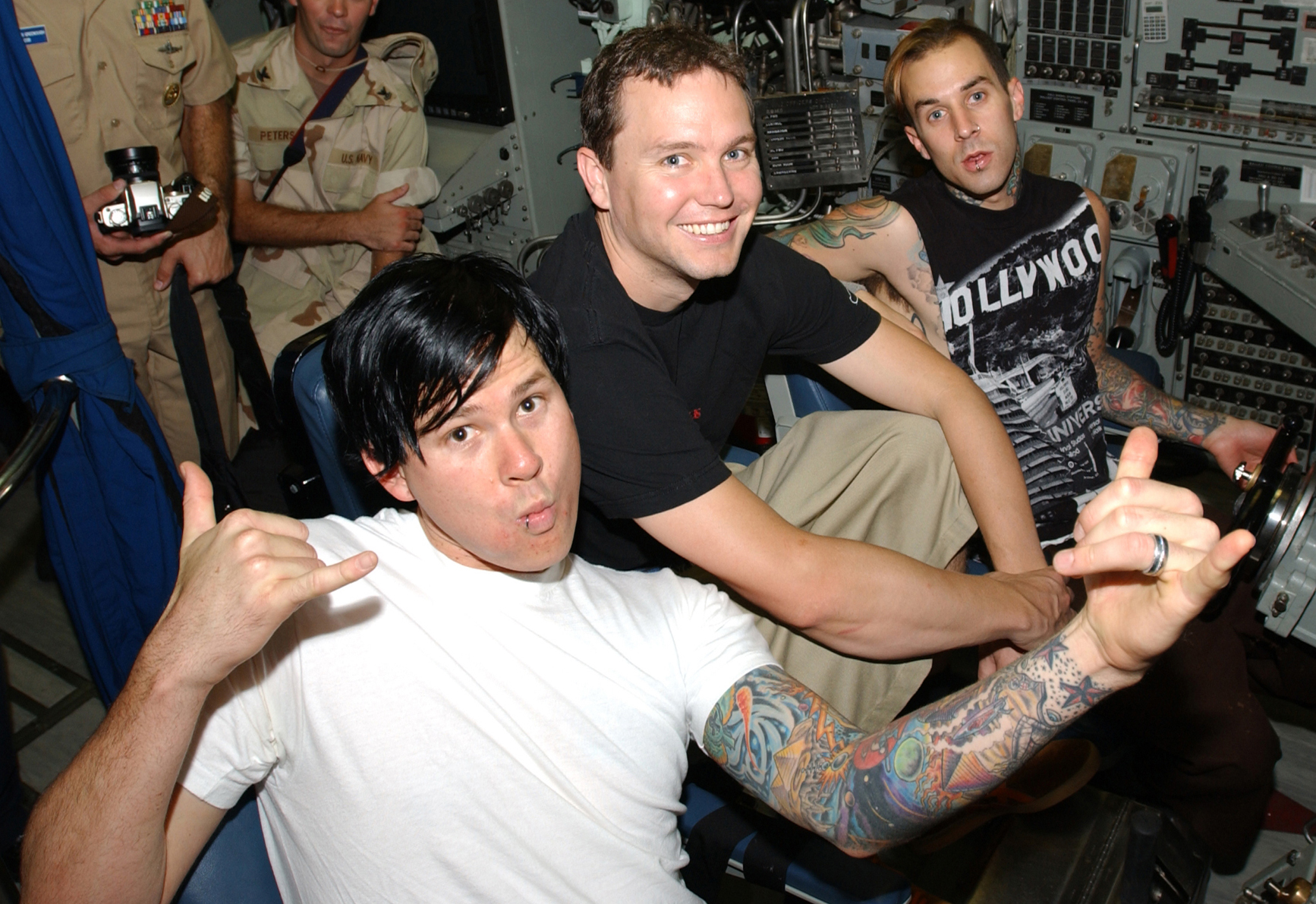
Vorreiter der zweiten Welle: blink-182

1999 veröffentlichte Blink-182 das Album Enema of the State, mit dem sie weltweit bekannt wurden. Später sollte die Band zusammen mit Green Day und The Offspring zu den erfolgreichsten Vertretern des Pop-Punk zählen. Durch Blink-182 begann eine zweite Welle des Pop-Punks. Zu ihren erfolgreichsten Vertretern gehören Sum 41, Good Charlotte, Simple Plan, New Found Glory, Zebrahead, SR-71, Smash Mouth, American Hi-Fi, Less Than Jake und Bowling for Soup, die alle Anfang der 2000er Jahre großen Erfolg hatten. Dennoch blieben Blink-182, Green Day und The Offspring die erfolgreichsten Bands des Genres. In den frühen 2000er Jahren erschienen auch zahlreiche Bands, die Elemente des Pop-Punk mit anderen Genres wie Alternative Rock, Crossover, Nu Metal, Grunge und Emo verbanden, wie etwa A, Billy Talent, Hoobastank, Incubus und Lostprophets.
Auch wenn nach wie vor nordamerikanische und insbesondere kalifornische Bands die Szene dominierten, etablierten sich im Genre zunehmend auch Bands aus anderen Teilen der Welt, so etwa die Donots aus Deutschland, The Killer Barbies aus Spanien oder Sommerset aus Neuseeland.

### 2005 – 2010: Weiter anhaltende Popularität
Mitte der 2000er Jahre gab es, bedingt unter anderem durch das erfolgreiche Comeback von Green Day mit American Idiot Ende 2004, eine erneute Welle neuer Pop-Punk-Bands wie Fall Out Boy, All Time Low, Panic! at the Disco, Story of the Year, Billy Talent, The All-American Rejects und Paramore. Diese entfernten sich jedoch immer mehr vom ursprünglichen Punkrock und orientierten sich eher an Alternative Rock und Emo. Aber auch ältere Bands des Genres waren weiterhin erfolgreich, so platzierte sich Green Days Album 21st Century Breakdown auf Platz 1 der deutschen Charts, und auch Days Go By von The Offspring, Sum 41s Screaming Bloody Murder oder Neighborhoods von Blink-182 konnten Charterfolge verbuchen.

### 2010 – 2020: Allmählicher Abschwung
In den 2010er Jahren sank die (kommerzielle) Popularität des Pop-Punk. Gleichwohl konnte sich ab den frühen 2010er Jahren eine neue Generation von Bands etablieren, die sich jedoch immer weiter vom Pop-Punk der 1990er und frühen 2000er Jahre entfernten und stattdessen stärker von Post- und Melodic Hardcore und Emo beeinflusst waren. Bekannte Vertreter sind The Story So Far, State Champs, Knuckle Puck, Trash Boat, Neck Deep, 5 Seconds of Summer und As It Is.

### Seit 2020: Neue Popularität
Seit Beginn der 2020er Jahre erfährt Pop-Punk eine neue Popularität, bedingt sowohl durch den Erfolg neuer Bands wie Pinkshift und Sløtface, als auch durch etablierte Künstler, die in ihre Musik zunehmend Pop-Punk-Elemente einfließen lassen, wie etwa Olivia Rodrigo, Machine Gun Kelly und Willow Smith.